# سايتاما (مدينة)

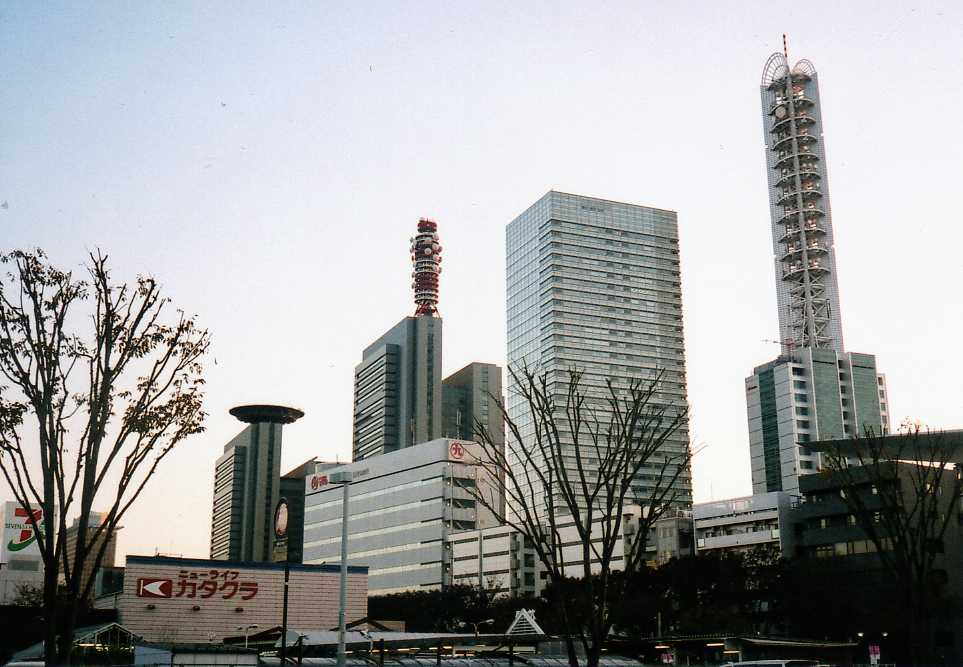
ناطحات السحاب في سايتاما.

سايتاما (باليابانية: さいたま市 سايتاما-شي) هي عاصمة وأكثر المدن سكانا في محافظة سايتاما في اليابان. تعتبر مدينة سايتاما من المدن المختارة من قبل الحكومة وتقع على بعد حوالي 15 - 30 كم من مركز طوكيو مما يجعلها جزءا من منطقة طوكيو الكبرى.

## المناخ
يظهر الجدول التالي التغييرات المناخية على مدار السنة لسايتاما:
| البيانات المناخية لـسايتاما            | البيانات المناخية لـسايتاما | البيانات المناخية لـسايتاما | البيانات المناخية لـسايتاما | البيانات المناخية لـسايتاما | البيانات المناخية لـسايتاما | البيانات المناخية لـسايتاما | البيانات المناخية لـسايتاما | البيانات المناخية لـسايتاما | البيانات المناخية لـسايتاما | البيانات المناخية لـسايتاما | البيانات المناخية لـسايتاما | البيانات المناخية لـسايتاما | البيانات المناخية لـسايتاما |
| الشهر                                  | يناير                       | فبراير                      | مارس                        | أبريل                       | مايو                        | يونيو                       | يوليو                       | أغسطس                       | سبتمبر                      | أكتوبر                      | نوفمبر                      | ديسمبر                      | المعدل السنوي               |
| -------------------------------------- | --------------------------- | --------------------------- | --------------------------- | --------------------------- | --------------------------- | --------------------------- | --------------------------- | --------------------------- | --------------------------- | --------------------------- | --------------------------- | --------------------------- | --------------------------- |
| الدرجة القصوى °م (°ف)                  | 18.7 (65.7)                 | 25.5 (77.9)                 | 25.4 (77.7)                 | 31.2 (88.2)                 | 33.3 (91.9)                 | 35.9 (96.6)                 | 38.7 (101.7)                | 37.9 (100.2)                | 37.4 (99.3)                 | 32.1 (89.8)                 | 25.6 (78.1)                 | 25.1 (77.2)                 | 38.7 (101.7)                |
| متوسط درجة الحرارة الكبرى °م (°ف)      | 9.2 (48.6)                  | 9.9 (49.8)                  | 13.1 (55.6)                 | 19.0 (66.2)                 | 23.2 (73.8)                 | 26.0 (78.8)                 | 29.8 (85.6)                 | 31.5 (88.7)                 | 27.1 (80.8)                 | 21.6 (70.9)                 | 16.2 (61.2)                 | 11.7 (53.1)                 | 19.9 (67.8)                 |
| المتوسط اليومي °م (°ف)                 | 3.6 (38.5)                  | 4.4 (39.9)                  | 7.8 (46.0)                  | 13.4 (56.1)                 | 18.0 (64.4)                 | 21.5 (70.7)                 | 25.1 (77.2)                 | 26.6 (79.9)                 | 22.7 (72.9)                 | 16.9 (62.4)                 | 11.0 (51.8)                 | 5.9 (42.6)                  | 14.8 (58.6)                 |
| متوسط درجة الحرارة الصغرى °م (°ف)      | −1.5 (29.3)                 | −0.6 (30.9)                 | 2.8 (37.0)                  | 8.1 (46.6)                  | 13.4 (56.1)                 | 17.7 (63.9)                 | 21.5 (70.7)                 | 22.9 (73.2)                 | 19.2 (66.6)                 | 12.8 (55.0)                 | 6.2 (43.2)                  | 0.8 (33.4)                  | 10.3 (50.5)                 |
| أدنى درجة حرارة °م (°ف)                | −7.8 (18.0)                 | −8.7 (16.3)                 | −5 (23)                     | −2 (28)                     | 4.8 (40.6)                  | 11.5 (52.7)                 | 14.7 (58.5)                 | 17.1 (62.8)                 | 9.5 (49.1)                  | 3.6 (38.5)                  | −2.4 (27.7)                 | −6.7 (19.9)                 | −8.7 (16.3)                 |
| الهطول مم (إنش)                        | 37.4 (1.47)                 | 43.1 (1.70)                 | 90.9 (3.58)                 | 102.3 (4.03)                | 117.3 (4.62)                | 142.4 (5.61)                | 148.1 (5.83)                | 176.3 (6.94)                | 201.8 (7.94)                | 164.9 (6.49)                | 75.7 (2.98)                 | 41.1 (1.62)                 | 1٬346 (52.99)               |
| متوسط أيام هطول الأمطار (≥ 1.0 mm)     | 3.9                         | 5.2                         | 9.5                         | 9.8                         | 10.3                        | 11.6                        | 12.1                        | 8.7                         | 11.5                        | 9.6                         | 6.7                         | 3.9                         | 102.8                       |
| ساعات سطوع الشمس الشهرية               | 193.3                       | 179.9                       | 177.8                       | 185.7                       | 174.7                       | 128.2                       | 145.5                       | 173.0                       | 128.1                       | 137.0                       | 154.5                       | 182.9                       | 1٬960٫9                     |
| المصدر: وكالة الأرصاد الجوية اليابانية |                             |                             |                             |                             |                             |                             |                             |                             |                             |                             |                             |                             |                             |

## توأمة
لسايتاما (سايتاما) اتفاقيات توأمة مع كل من:
- تولوكا
- تشنغتشو
- نانيامو إي
- بيتسبرغ
- هاميلتون

## أعلام
- كو تاكامورو
- أتسوشي ناتوري
- تاكاشي تاكابابياشي
- شينجي تاناكا
- كوكي تاكاهاشي
- ياسوهارو سوريماتشي
- تاكاشي ميزوما
- جيويي ماتسوموتو